# 保險金信託
保險金信託是結合保險與信託的金融商品，以保險金為信託財產，由保險受益人和信託機構（通常是銀行）簽訂保險金信託契約，當被保險人身故且理賠金進入信託時，信託機構（受託人）依信託契約的約定管理、運用，並依照信託契約之約定，將信託財產（包括收益）分配給受益人，並於信託期間終止時，交付剩餘資產給付予信託受益人。
稅賦的方面依照不同的國家有不同的稅賦規定